# Mateusz Szwoch
Mateusz Szwoch (Starogard Gdański, 19 marzo 1993) è un calciatore polacco, centrocampista del Ruch Chorzów.

## Palmarès

### Club

#### Competizioni nazionali
- Coppa di Polonia: 2

Legia Varsavia: 2014-2015
Arka Gdynia: 2016-2017